# Typhlodromus hui
Typhlodromus hui är en spindeldjursart som beskrevs av Wu 1987. Typhlodromus hui ingår i släktet Typhlodromus och familjen Phytoseiidae. Inga underarter finns listade i Catalogue of Life.